# KCNK17
KCNK17 (англ. Potassium two pore domain channel subfamily K member 17) – білок, який кодується однойменним геном, розташованим у людей на короткому плечі 6-ї хромосоми. Довжина поліпептидного ланцюга білка становить 332 амінокислот, а молекулярна маса — 36 895.
| 10         |  | 20         |  | 30         |  | 40         |  | 50         |
| ---------- |  | ---------- |  | ---------- |  | ---------- |  | ---------- |
| MYRPRARAAP |  | EGRVRGCAVP |  | STVLLLLAYL |  | AYLALGTGVF |  | WTLEGRAAQD |
| SSRSFQRDKW |  | ELLQNFTCLD |  | RPALDSLIRD |  | VVQAYKNGAS |  | LLSNTTSMGR |
| WELVGSFFFS |  | VSTITTIGYG |  | NLSPNTMAAR |  | LFCIFFALVG |  | IPLNLVVLNR |
| LGHLMQQGVN |  | HWASRLGGTW |  | QDPDKARWLA |  | GSGALLSGLL |  | LFLLLPPLLF |
| SHMEGWSYTE |  | GFYFAFITLS |  | TVGFGDYVIG |  | MNPSQRYPLW |  | YKNMVSLWIL |
| FGMAWLALII |  | KLILSQLETP |  | GRVCSCCHHS |  | SKEDFKSQSW |  | RQGPDREPES |
| HSPQQGCYPE |  | GPMGIIQHLE |  | PSAHAAGCGK |  | DS         |  |            |

A: Аланін

C: Цистеїн

D: Аспарагінова кислота

E: Глутамінова кислота

F: Фенілаланін

G: Гліцин

H: Гістидин

I: Ізолейцин

K: Лізин

L: Лейцин

M: Метіонін

N: Аспарагін

P: Пролін

Q: Глутамін

R: Аргінін

S: Серин

T: Треонін

V: Валін

W: Триптофан

Кодований геном білок за функціями належить до іонних каналів, потенціалзалежних каналів. 
Задіяний у таких біологічних процесах, як транспорт іонів, транспорт, транспорт калію, альтернативний сплайсинг. 
Білок має сайт для зв'язування з калію. 
Локалізований у мембрані.